# Comuna Nadîci, Jovkva
Nadîci (în ucraineană Надичі) este o comună în raionul Jovkva, regiunea Liov, Ucraina, formată din satele Hrebinți, Koșeliv, Nadîci (reședința), Nove Selo, Stroneatîn, Sulîmiv, Vidniv și Zvertiv.

## Demografie
Componența lingvistică a comunei Nadîci
     Ucraineană (99,8%)
     Alte limbi (0,21%)
Conform recensământului din 2001, majoritatea populației comunei Nadîci era vorbitoare de ucraineană (99,8%), existând în minoritate și vorbitori de alte limbi.